# Dejvid Kapllani
Dejvid Kapllani (Durrës, 3 de junio de 2001) es un futbolista albanés que juega en la demarcación de delantero para el KF Teuta Durrës de la Superliga de Albania.

## Trayectoria
Tras formarse como futbolista en el KF Teuta Durrës, finalmente el 24 de agosto de 2019 debutó con el primer equipo en la Superliga de Albania contra el KS Bylis Ballsh, encuentro que finalizó con un resultado de 1-0 a favor del conjunto del Teuta. Su debut en copa se produjo un mes después, el 18 de septiembre contra el KS Tërbuni Pukë, encuentro que finalizó con un resultado de 0-2 a favor del conjunto del Teuta.

## Clubes
| Club            | País    | Año    | Partidos | Goles |
| --------------- | ------- | ------ | -------- | ----- |
| KF Teuta Durrës | Albania | 2018 - | 44       | 7     |

## Palmarés

### Campeonatos nacionales
| Título               | Club    | País            | Año  |
| -------------------- | ------- | --------------- | ---- |
| Copa de Albania      | Albania | KF Teuta Durrës | 2020 |
| Supercopa de Albania | Albania | KF Teuta Durrës | 2020 |